# Romano džaniben
Romano džaniben (romsky: romano – romský; džaniben – vědění; doslova: Romská věda/ Vědění o Romech/ Poznávání Romů/ Romské vědění – tj. co Romové vědí) je odborný romistický časopis vydávaný od roku 1994. Časopis se věnuje jazyku, historii a kultuře Romů z celého světa.
Romano džaniben publikuje texty z oblasti lingvistiky, antropologie, historie, uměnovědy a dalších humanitních oborů. Tyto články procházejí recenzním řízením. Zároveň otiskuje memoráty, eseje, profilové rozhovory s romskými umělci a jinými osobnostmi a ukázky z jejich tvorby. Časopis má i stálou rubriku s recenzemi aktuální romistické literatury. Vychází dvakrát ročně o rozsahu cca 180 stránek v tištěné a zároveň on-line podobě. Některá jeho čísla jsou monotematická.

## Historie
Časopis se svými přáteli a kolegy založila v roce 1994 doc. Milena Hübschmannová, zakladatelka romistiky na FF UK v Praze. Od roku 1995 časopis vydávala Společnost přátel časopisu Romano džaniben, která se v roce 2005 transformovala na občanské sdružení Romano džaniben a následně roku 2014 nechala zapsat jako spolek Romano džaniben.

## Současnost
Časopis Romano džaniben vychází v režimu open access. Texty vychází v českém, slovenském a romském jazyce, redakce přijímá i texty v anglickém jazyce, vychází ale v českém překladu. V roce 2024 oslavila redakce vydání jubilejního 30. ročníku časopisu.